# Championnat d'Islande de football de deuxième division 1995
Navigation
Saison précédente Saison suivante
La saison 1995 de 2. Deild était la 41e édition de la deuxième division islandaise. Les 10 clubs jouent les uns contre les autres lors de rencontres disputées en matchs aller et retour.
Les 2 premiers du classement en fin de saison sont promus en 1. Deild, tandis que les 2 derniers sont relégués en 3. Deild.
Ce sont le Fylkir Reykjavik et le Stjarnan Gardabaer qui sont promus en première division en fin de saison. Pour le club de Gardabaer, il s'agit d'une remontée immédiate en 1. Deild.
En bas de classement, le Víðir Garður, tout juste monté de 3. Deild, repart immédiatement à l'étage inférieur, accompagné du HK Kopavogur.

## Compétition

### Classement
Le barème de points servant à établir le classement se décompose ainsi :
- Victoire : 3 points
- Match nul : 1 point
- Défaite : 0 point

| Rang | Équipe               | Pts | J  | G  | N | P  | Bp | Bc | Diff |
| ---- | -------------------- | --- | -- | -- | - | -- | -- | -- | ---- |
| 1    | Fylkir Reykjavik     | 44  | 18 | 14 | 2 | 2  | 49 | 21 | +28  |
| 2    | Stjarnan Gardabaer R | 37  | 18 | 11 | 4 | 3  | 41 | 21 | +20  |
| 3    | KA Akureyri          | 27  | 18 | 7  | 6 | 5  | 26 | 25 | +1   |
| 4    | þor Akureyri R       | 27  | 18 | 8  | 3 | 7  | 28 | 29 | -1   |
| 5    | UMF Skallagrimur P   | 24  | 18 | 6  | 6 | 6  | 22 | 23 | -1   |
| 6    | þrottur Reykjavik    | 22  | 18 | 6  | 4 | 8  | 31 | 31 | 0    |
| 7    | Vikingur Reykjavik   | 18  | 18 | 4  | 6 | 8  | 27 | 37 | -10  |
| 8    | IR Reykjavik         | 18  | 18 | 5  | 3 | 10 | 23 | 35 | -12  |
| 9    | HK Kopavogur         | 17  | 18 | 4  | 5 | 9  | 33 | 37 | -4   |
| 10   | Víðir Garður P       | 15  | 18 | 4  | 3 | 11 | 14 | 35 | -21  |

|  | Promu en 1. Deild      |
|  | Relégation en 3. Deild |

## Bilan de la saison
| Promotion et relégation |                                     |
| Relégué en 3. Deild     | HK Kopavogur Víðir Garður           |
| Promu en 1. Deild       | Fylkir Reykjavik Stjarnan Gardabaer |

## Meilleurs buteurs
| # | Buteurs                  | Clubs              | Nb de Buts |
| - | ------------------------ | ------------------ | ---------- |
| 1 | Kristinn Tomasson        | Fylkir Reykjavik   | 15         |
| 1 | þordallur Dan Johannsson | Fylkir Reykjavik   | 15         |
| 3 | Guðmunður Steinsson      | Stjarnan Gardabaer | 11         |
| 4 | Guðjon þorvarðarson      | IR Reykjavik       | 10         |
| 4 | Marteinn Guðgeirsson     | Vikingur Reykjavik | 10         |
| 4 | Hjortur Hjartarson       | UMF Skallagrimur   | 10         |